# Indicium
Indicier er et juridisk term, som beskriver den røde tråd, som eksempelvis politiets efterforskere kan bruge til at finde frem til beviser mod en anklaget person.
I de fleste lande må domstolene kun bruge indicier, som en teori for at indikere den anklagedes skyld eller til at finde frem til faktiske beviser.
Men i flere skandinaviske lande, inklusiv Danmark, kan man ved en domstol dømmes for det, der kaldes "stærke indicier".
Ordet indicium stammer fra latin og betyder 'kendetegn', 'angiver, register', af indicare 'angive'
| Jura | Spire Denne juraartikel er en spire som bør udbygges. Du er velkommen til at hjælpe Wikipedia ved at udvide den. |